# Егобыжа
Егобыжа (Талица) — река в России, протекает на северо-западе Переславского района Ярославской области. Устье реки находится в 33 км по правому берегу реки Сольба от её устья. Длина реки составляет 17 км, площадь бассейна — 37,4 км². Сельские населённые пункты у реки: Дубнево, Лытково, Нестерово, Рахманово, Мясищево, Брынчаги. Выше Брынчаг пересыхает.

## Данные водного реестра
По данным государственного водного реестра России относится к Верхневолжскому бассейновому округу, водохозяйственный участок реки — Волга от Иваньковского гидроузла до Угличского гидроузла (Угличское водохранилище), речной подбассейн реки — бассейны притоков (Верхней) Волги до Рыбинского водохранилища. Речной бассейн реки — (Верхняя) Волга до Куйбышевского водохранилища (без бассейна Оки).
Код объекта в государственном водном реестре — 08010100812110000004209.